# Ильчинский сельсовет
Ильчинский сельсовет — муниципальное образование в Учалинском районе Башкортостана.
Согласно Закону о границах, статусе и административных центрах муниципальных образований в Республике Башкортостан имеет статус сельского поселения.

## Состав сельсовета
- с. Ильчино,
- с. Рысаево.

## Население
| 2002  | 2009  | 2010  | 2012  | 2013  | 2014  | 2015  |
| ----- | ----- | ----- | ----- | ----- | ----- | ----- |
| 1813  | ↗1888 | ↘1706 | ↗1729 | ↘1719 | ↗1730 | ↘1721 |
| 2016  | 2017  | 2018  |       |       |       |       |
| ↗1729 | ↘1682 | →1682 |       |       |       |       |